# Liste von Schiffen mit dem Namen Roma
Roma ist ein mehrfach für Schiffe genutzter Name. Er leitet sich von der italienischen Hauptstadt Rom ab.

## Schiffsliste
| Bezeichnung | Schiffsart      | Klasse / Typ        | Baujahr | Bauwerft                                | Eigner                        | Dienstzeit | Verbleib                                                                  | Bild |
| ----------- | --------------- | ------------------- | ------- | --------------------------------------- | ----------------------------- | ---------- | ------------------------------------------------------------------------- | ---- |
| Roma        | Panzerfregatte  | Roma-Klasse         | 1868    | Cantieri Navali Foce, Genua             | Regia Marina                  | 1868–1895  | 1895 gesunken, 1896 gehoben und abgewrackt                                |      |
| Roma        | Linienschiff    | Regina-Elena-Klasse | 1908    | Arsenal La Spezia                       | Regia Marina                  | 1908–1927  | 1927 abgewrackt                                                           |      |
| Roma        | Passagierschiff |                     | 1926    | Ansaldo, Sestri Ponente                 | Navigazione Generale Italiana | 1926–1940  | Ab 1941 zum Flugzeugträger umgebaut, in Aquila umbenannt, 1952 abgewrackt |      |
| Roma        | Schlachtschiff  | Littorio-Klasse     | 1942    | Cantieri Riuniti dell’Adriatico, Triest | Regia Marina                  | 1942–1943  | Am 9. September 1943 versenkt                                             |      |